# 1825 en musique classique
| \| • Retour à la chronologie générale de la musique classique • \| |
| Grèce • Rome • Haut Moyen Âge • VIIIe siècle • IXe siècle • Xe siècle • XIe siècle XIIe siècle • XIIIe siècle • XIVe siècle • XVe siècle • XVIe siècle • XVIIe siècle XVIIIe siècle • XIXe siècle • XXe siècle • XXIe siècle |
| • Retour à la chronologie générale de la musique classique • |

| Années en musique classique : 1822 - 1823 - 1824 - 1825 - 1826 - 1827 - 1828    |
| Décennies en musique classique : 1790 - 1800 - 1810 - 1820 - 1830 - 1840 - 1850 |

Cet article présente les faits marquants de l'année 1825 en musique.

## Événements
- 2 mars : La Belle au bois dormant, opéra de Michele Carafa, créé au Théâtre de l'Académie Royale de Musique à Paris.
- 6 mars : le Quatuor à cordes no 12 en mi bémol majeur, op. 127 de Beethoven, créé par le Quatuor Schuppanzigh, sans succès.
- 19 juin : Il viaggio a Reims, opéra de Gioachino Rossini, créé au Théâtre-Italien à Paris.
- 10 juillet : la Messe Solennelle de Berlioz, créée dans l'église de Saint-Roch à Paris (voir 1993).
- 9 septembre : le Quatuor à cordes no 15  en la mineur, op. 132 de Beethoven, créé par le Quatuor Schuppanzigh.
- 10 décembre : La Dame blanche, féerie lyrique de Boieldieu dont le livret est tiré d’un roman de Walter Scott, créé  à l'Opéra-comique.

Date indéterminée
- Lied Ellens dritter Gesang (Ave Maria) de Franz Schubert.

## Prix de Rome
1er Prix : Albert Guillon, 2e Prix : Claude Paris et Adolphe Adam avec la cantate Ariane à Naxos.

## Naissances

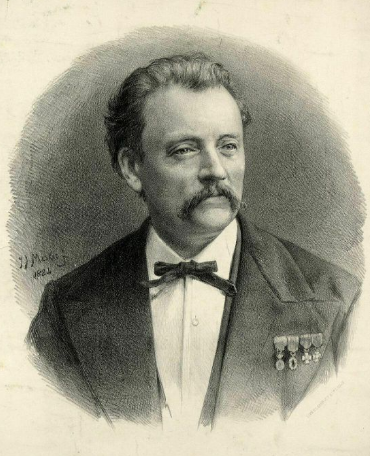
Richard Hol

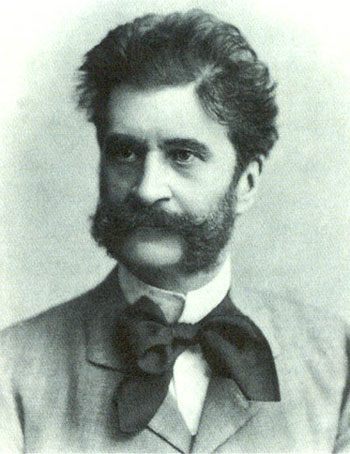
Johann Strauss fils

- 15 janvier : Antoine de Choudens, éditeur de musique français d'origine suisse († 16 novembre 1888).
- 18 janvier :
  - Léon Carvalho, chanteur lyrique, impresario d'opéra, directeur de théâtres et d'opéras, et producteur français († 29 décembre 1897).
  - Giovanni Lucantoni, compositeur italien († 30 mai 1902).
- 23 janvier : Louis Ehlert, compositeur et musicographe allemand († 4 janvier 1884).
- 7 février : 
  - Cristóbal Oudrid, pianiste, compositeur de zarzuelas et chef d'orchestre espagnol († 13 mars 1877).
  - Virginia Gabriel, chanteuse et compositrice britannique († 7 août 1877).
- 15 février : Antoine Renard, ténor d'opéra français († 9 mai 1872).
- 22 février : Pierre Thielemans, compositeur et organiste belge († 3 décembre 1898).
- 28 février : Jean-Baptiste Arban, cornettiste, enseignant et compositeur français († 8 avril 1889).
- 28 avril : Jean-Vital Jammes dit Ismaël, baryton français († 13 juin 1893).
- 10 mai : Rudolf Viole, pianiste et compositeur allemand († 7 décembre 1867).
- 26 mai : Jaime Felipe José Bosch, guitariste et compositeur de musique espagnol († 31 mars 1895).
- 12 juin : Gustave Baneux, compositeur français († 27 mars 1878).
- 19 juillet : Agnès Bernouilly, pianiste et compositrice allemande († 7 janvier 1902).
- 23 juillet : Richard Hol, chef d'orchestre, compositeur, pédagogue et pianiste néerlandais († 14 mai 1904).
- 24 juillet : Anna de La Grange, soprano colorature et compositrice française († 23 avril 1905).
- 25 juillet : Jacopo Foroni, compositeur et chef d'orchestre italien († 8 septembre 1858).
- 2 septembre : Eugène Vauthrot, pianiste, organiste et chef de chant français († 18 avril 1871).
- 9 septembre : Dieudonné Dagnelies, chef d'orchestre et compositeur belge († 19 juin 1894).
- 11 septembre : Eduard Hanslick, musicologue autrichien († 6 août 1904).
- 12 septembre : Karl Doppler, compositeur germano-hongrois († 10 mars 1900).
- 25 septembre : Johann Strauss II, compositeur autrichien († 3 juin 1899).
- 30 septembre : Auguste de Villebichot, compositeur et chef d'orchestre français († 11 octobre 1898).
- 4 octobre : Paul Bernard, pianiste, compositeur et critique musical français († 24 février 1879).
- 9 octobre : Adolphe Nibelle, compositeur français († 17 mars 1895).
- 29 novembre : Victor Frédéric Verrimst, contrebassiste et compositeur français († 16 janvier 1893).

Date indéterminée
- Carlo Baucardé, ténor italien († 22 janvier 1883).
- Carolina Sannazzaro, soprano italienne († octobre 1907).

## Décès

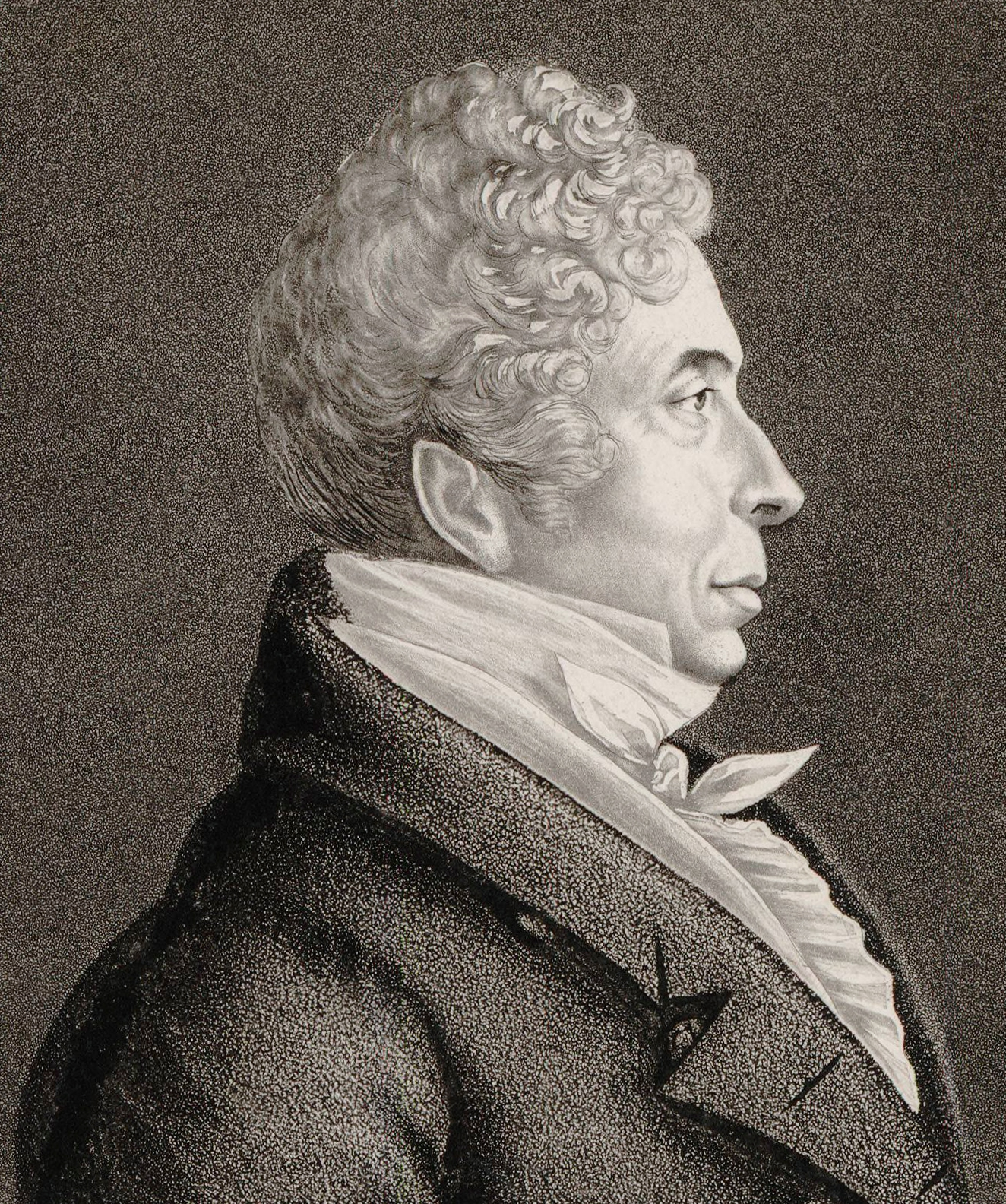
Pierre Gaveaux

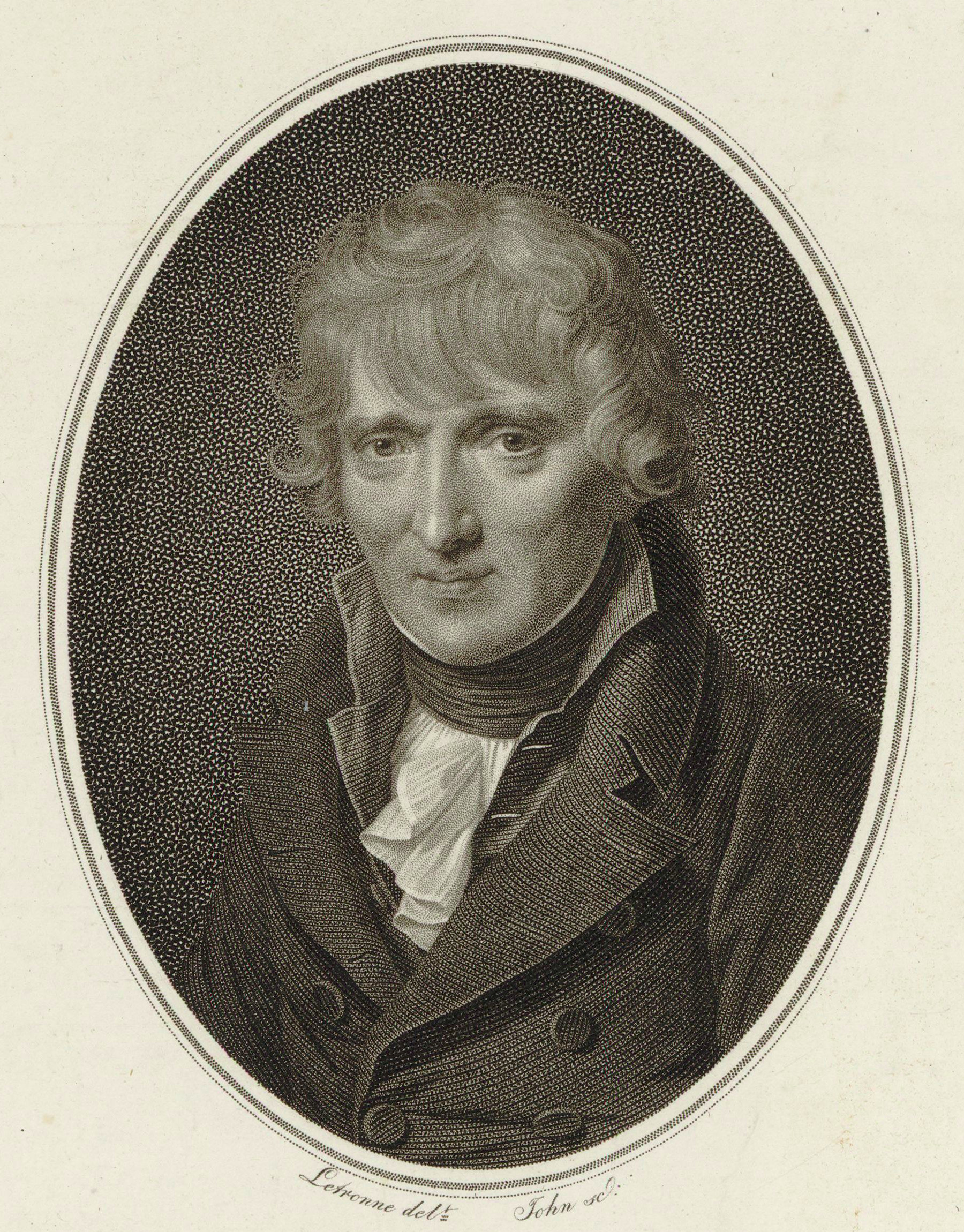
Josef Gelinek

- 5 février : Pierre Gaveaux, compositeur français (° 9 août 1761).
- 16 février : Georg Gerson, banquier danois et compositeur (° 14 octobre 1790).
- 19 mars : Marie-Emmanuelle Bayon, compositrice, pianiste et salonnière française (° 1746).
- 29 mars : Johann Andreas Amon, compositeur, violoniste et corniste allemand (° 1763).
- 31 mars : Joseph-François Garnier, hautboïste et compositeur français (° 18 juin 1755).
- 13 avril : Josef Gelinek, théologien, compositeur et pianiste autrichien (° 3 décembre 1758).
- 7 mai : Antonio Salieri, compositeur italien (° 18 août 1750).
- 12 mai : Stanislao Mattei, franciscain, compositeur et pédagogue italien (° 10 février 1750).
- 10 juillet : Johann Ignaz Ludwig Fischer, basse allemande (° 18 août 1745).
- 3 août : Ambrogio Minoja, compositeur et professeur de chant italien (° 22 octobre 1752).
- 10 octobre : Dmitro Bortnianski, compositeur ukrainien (° 28 octobre 1751).
- 17 octobre : Peter von Winter, compositeur d'opéra allemand († 28 août 1754)
- 19 novembre : Jan Václav Hugo Voříšek, compositeur et pianiste tchèque (° 11 mai 1791).
- 29 décembre : Giuseppe Maria Cambini, compositeur italien (° 13 février 1746).

Date indéterminée
- Ercole Paganini, compositeur italien (° 1770).
- Antonio Piazza, journaliste, auteur dramatique, romancier et librettiste italien (° 1742).
- Francesc Queralt, compositeur et maître de chapelle espagnol (° 1740).

Après 1825
- Giuseppe Palomba, librettiste italien (° avant 1765).